# Ein Praktikant fürs Leben
Ein Praktikant fürs Leben ist ein deutscher Fernsehfilm von Ingo Rasper mit Roman Knižka in der Titelrolle aus dem Jahr 2010.

## Handlung
Ben Kremer ist ein angehender Betriebswirtschaftsstudent. Als Praktikant kopiert und serviert er für seinen Vorgesetzten Ulf Kamprath, für den auch bürgt, wenn dieser mal wieder seine Ehefrau während der Arbeit betrügt. Doch an der Empfangsdame des Betriebs, der jungen Jana Schwarz, findet er großes Gefallen. Ihre erste Begegnung fällt zwar wenig schön aus, denn sie schlägt ihm unwissentlich die Tür vor der Nase zu, aber schon bald erwecken die beiden ernsthafte Gefühle füreinander.

## Produktionsnotizen
Die Dreharbeiten für Ein Praktikant fürs Leben erstreckten sich vom 29. September 2009 bis zum 29. Oktober 2009 und fanden in Stuttgart und Umgebung statt.

## Kritik
Die Redaktion von TV Spielfilm/TV Today gab der TV-Komödie für ihren Humor drei Punkte, für Anspruch und Spannung je einen von drei möglichen Punkten und bewerteten den Film mit ihrer bestmöglichen Bewertung, dem Daumen nach oben. Sie konstatierten: „Witzig, klasse gespielt, aber mehr Biss, bitte!“